# Satilatlas insolens
Satilatlas insolens là một loài nhện trong họ Linyphiidae. Loài này được phát hiện ở Hoa Kỳ.